# Petőfibánya
Petőfibánya es un pueblo húngaro perteneciente al distrito de Hatvan, condado de Heves.

## Superficie
Cuenta con una superficie de 11,11 km².

## Demografía
Hasta 2024 la población era de 2419 habitantes, con una densidad de población de 217,73 hab/km².
| Gráfica de evolución demográfica de Petőfibánya entre 2020 y 2024 |
|                                                                   |
| Datos según la Oficina Central de Estadística de Hungría.         |